# Hotell Paradisets hemlighet
Hotell Paradisets hemlighet er en dansk-svensk dramafilm fra 1931. Filmen er instrueret af George Schnéevoigt.
Hotell Paradisets hemlighet er en svensk version af den danske film Hotel Paradis, Hotell Paradisets hemlighet er danskproducere og regnes derfor som en dansk film. Begge film blev indspillet samtidig hos Nordisk Film.

## Medvirkende
- John Ekman - Henrik Schultze, krovært
- Ester Roeck-Hansen - Emilie, kroværtens hustru
- Gun Holmquist - Rosa, kroværtens datter (som voksen)
- Harry Roeck-Hansen - Møller Kleinsorg
- Knut Jarlow - Kleinsorg, løjtnant
- Anton de Verdier - En mand